# Chirurgia Magna

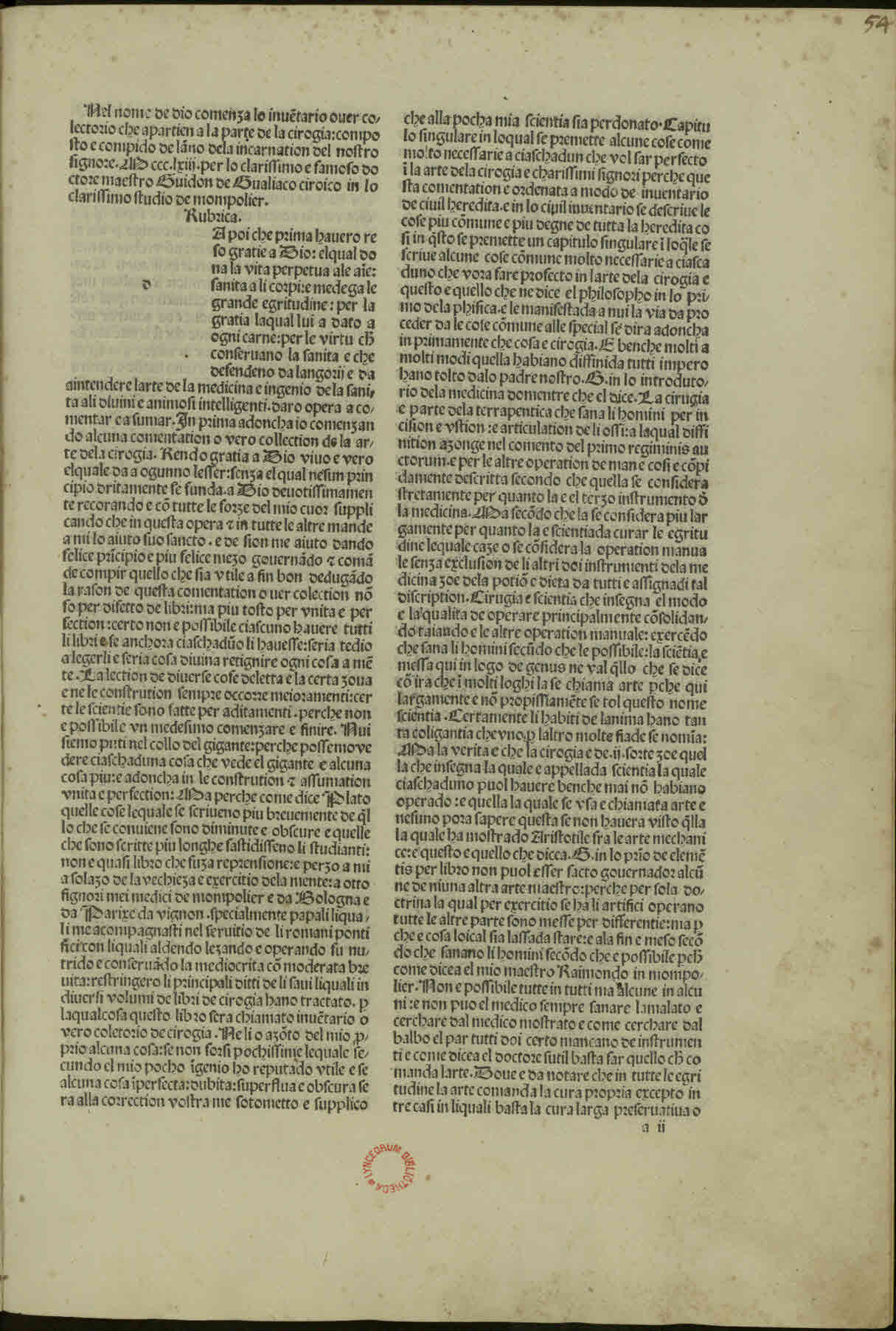
Chirurgia, 1493

Chirurgia Magna (Grande chirurgie), titre complet : Inventarium sive chirurgia magna, achevé en 1363, est un important traité de chirurgie et de pratiques médicales, rédigé en Avignon par Guy de Chauliac, médecin du pape Clément VI. Son manuscrit original est perdu. Son manuscrit le plus ancien est conservé à la Bibliothèque apostolique vaticane. Son editio princeps, imprimée à Venise en 1498, est un incunable.

## L'auteur
Guy de Chauliac, connu également sous le nom italianisé de Guido de Cauliaco,  a été considéré comme le plus grand chirurgien du Moyen Âge, il laisse des écrits qui témoignent d’une intelligence pratique comme d’une grande érudition. Il a compilé les informations de sa propre expérience médicale et de recherche sur des textes anciens médicaux. 

## L'ouvrage
Le texte original de Chirurgia Magna, composé de 465 pages rédigées en latin, est une adaptation de Inventorium sive Collectorium artis chirurgicalis medicinae déjà publié en 1340. Cette œuvre fut connue dans tout le monde latin sous le surnom de Guido ou Guidon en référence à son prénom. 
Le traité de Chirurgia magna est construit sur le modèle bolonais de la bipartition de la médecine en theorica et practica et place comme fondement théorique de l'acte chirurgical l'étude de l'anatomie, appris à l'université de médecine de Bologne. 
Guy de Chauliac y décrit notamment une inhalation de narcotique comme méthode soporifique pour les patients en chirurgie. Il y détaille l'opération de la cataracte et de la hernie. Il distingue enfin deux sortes de peste, la bubonique et la pulmonaire.
Son livre a été traduit dans toutes les langues et sera partout l'ouvrage classique par excellence. Ce traité est devenu l'un des ouvrages de référence les plus importants de la médecine pratique médiévale.